# ولادیمیر تربان
ولادیمیر تربان (روسی: Владимир Александрович Торбан؛ ۱۰ دسامبر ۱۹۳۲ – ۱۹ اوت ۲۰۱۱ (aged 78)) ورزشکار بسکتبال اهل اتحاد جماهیر شوروی سوسیالیستی بود.
وی در مسابقات کشوری و بین‌المللی در مجموع برندهٔ ۲ مدال طلا، ۱ مدال نقره، ۱ مدال برنز شده‌است.